# Hố đen tử thần
Hố đen tử thần (tựa gốc tiếng Anh: Interstellar, nghĩa đen: Giữa các vì sao) là một bộ phim khoa học viễn tưởng năm 2014 của đạo diễn Christopher Nolan. Với dàn diễn viên gồm Matthew McConaughey,Timothee Chalamet, Anne Hathaway, Jessica Chastain, Bill Irwin, Ellen Burstyn và Michael Caine, bộ phim kể về một nhóm nhà du hành vũ trụ đi xuyên qua hố đen. Nolan đã phát triển kịch bản phim dựa trên những ý tưởng mới của mình hòa trộn với kịch bản trước đó do người em trai Jonathan Nolan viết năm 2007 cho Paramount Pictures và nhà sản xuất Lynda Obst. Bộ phim được sản xuất bởi Nolan, Emma Thomas và Lynda Obst.
Warner Bros., đơn vị phân phối các bộ phim trước đây của Nolan, đã thương lượng với Paramount - đối thủ lâu đời của mình, nhằm đóng góp cổ phần trong Hố đen tử thần. Legendary Pictures, đối tác cũ của Warner Bros, cũng muốn tham gia dự án này. Do đó, bộ phim được 3 studio cùng góp vốn, và sản xuất dưới thương hiệu Syncopy của Nolan và Lynda Obst Productions. Nolan đồng thời cũng thuê quay phim mới Hoyte van Hoytema do Wally Pfister, quay phim cũ của anh, đang bận rộn với Trí tuệ siêu việt, dự án đầu tiên do mình đạo diễn. Interstellar được quay với sự phối hợp của phim 35 mm và IMAX. Bộ phim được quay vào quý cuối 2013 tại Alberta, Canada, miền nam Iceland và tại Los Angeles, California. 

## Tóm tắt
Năm 2067, một chứng bệnh lạ xuất hiện đang dần giết chết các loại cây lương thực, những cơn bão cát xảy ra một cách triền miên, lượng oxy trong khí quyển giảm dần, những sự việc trên đẩy loài người đến bờ vực của sự diệt vong. Cooper, một nông dân góa vợ trước đây từng là kỹ sư và phi công của NASA, đang sống cùng với bố vợ Donald, con trai Tom 15 tuổi và con gái Murphy 10 tuổi. Murphy tin rằng, căn phòng của mình bị ám bởi một "bóng ma" đang cố gắng liên lạc với mình. Murphy và Cooper phát hiện ra rằng "bóng ma" đó là một dạng thông minh chưa được biết đến, đang cố gắng gửi các thông điệp cho mình thông qua sóng hấp dẫn, thể hiện bằng các vệt bụi kì lạ xuất hiện sau cơn bão cát. Các thông điệp này được trình bày bằng mã nhị phân, tiết lộ toạ độ của một căn cứ bí mật của NASA, hiện đang được dẫn dắt bởi Giáo sư Brand.
Khi tìm đến căn cứ của NASA, họ được giáo sư Brand tiết lộ rằng một lỗ sâu đã được một nền văn minh bí ẩn tạo ra gần sao Thổ từ 48 năm trước, mở ra một con đường tới một thiên hà khác tồn tại 12 hành tinh có tiềm năng cho sự sống, các hành tinh này nằm cạnh một hố đen khổng lồ mang tên Gargantua. 12 nhà du hành đã được gửi đi khám phá các hành tinh này, mỗi người sẽ gửi tín hiệu về Trái Đất xem hành tinh của họ có đủ điều kiện để hình thành sự sống hay không. Trong số 12 người được gửi đi, có ba người gửi tín hiệu về thông báo rằng hành tinh của họ đáp ứng được các điều kiện cho sự sống. Ba hành tinh này được đặt tên theo 3 người khám phá là Miller, Mann, và Edmunds.
Giáo sư Brand đưa ra 2 phương án để bảo đảm sự tồn vong của nhân loại. Phương án A: lợi dụng trọng lực để đưa các trạm không gian khổng lồ vốn không thể phóng lên bằng tên lửa thông thường ra khỏi Trái Đất, tuy nhiên lời giải cho phương trình để thực hiện việc này vẫn còn dang dở; do đó sẽ có thêm phương án dự phòng B: họ sẽ mang theo 5000 phôi thai đông lạnh, bắt đầu một công cuộc tái tạo nhân loại trên hành tinh mới. Giáo sư Brand thuyết phục Cooper lái trạm Endurance đi để thu thập dữ liệu điều kiện sống trên ba hành tinh này nhằm cứu lấy nhân loại. Việc Cooper quyết định tham gia nhiệm vụ này làm tổn thương con gái anh. Murphy nói với cha rằng các thế lực siêu nhiên gửi thông điệp rằng anh nên ở lại (STAY). Khi hai cha con chia tay, Murphy vẫn còn giận dỗi và không chịu nói chuyện với cha.
Tham gia nhiệm vụ này, ngoài Cooper sẽ có Amelia (nhà sinh vật học, con gái của giáo sư Brand), Romilly (nhà vật lý học), Doyle (nhà địa lý học) và hai con rô bốt có trí tuệ nhân tạo là TARS và CASE. Cả đoàn khởi hành đến hành tinh đầu tiên là Millers, quay xung quanh một lỗ đen có tên gọi là Gargantua. Lực hấp dẫn của lỗ đen gây ra hiện tượng giãn nở thời gian trên hành tinh này, khiến nó chậm hơn rất nhiều so với thời gian trên Trái Đất: một giờ trên Millers dài bằng bảy năm trên Trái Đất. Cooper, Amelia, Doyle và CASE lái một phi thuyền nhỏ rời Endurance, hạ cánh xuống bề mặt hành tinh.
Đến đây, họ phát hiện ra rằng hành tinh được bao phủ bởi một đại dương nông với những con sóng khổng lồ (do lực hấp dẫn bởi lỗ đen bên cạnh, lực thủy triều). Trong khi cố gắng thu thập lại dữ liệu của Miller, một con sóng đã đập vào phi thuyền và nhóm phi hành gia, giết chết Doyle và làm chậm việc khởi hành trở lại Endurance. Khi họ trở lại trạm Endurance, hơn 23 năm đã trôi qua. Murphy giờ đã trưởng thành và là một nhà khoa học làm việc cùng Giáo sư Brand. Murphy giờ đã nhận thức được về nhiệm vụ của bố mình và cố gắng giải quyết phương án A.
Mặc dù vậy, trong lúc hấp hối, Giáo sư Brand thú nhận đã nói dối Murphy, rằng ông đã giải được phương trình từ lâu. Tuy nhiên đó chỉ là một nửa câu trả lời, họ sẽ không thể đưa được các trạm không gian khổng lồ ra khỏi Trái Đất nếu không có thêm dữ liệu từ điểm kỳ dị của lỗ đen. Kết luận rằng con người không thể thoát khỏi Trái Đất, Giáo sư Brand đặt toàn bộ niềm tin vào phương án B. Điều này khiến Murphy mất hết niềm tin vào Cooper vì cho rằng anh đã biết trước việc này và vẫn quyết định bỏ rơi những người thân yêu.
Trong khi đó, nhiên liệu trên tàu Endurance chỉ cho phép đi đến 1 hành tinh nữa trước khi trở về Trái Đất. Amelia tin rằng các dữ liệu về hành tinh Edmunds hứa hẹn có sự sống hơn, nhưng những dữ liệu từ hành tinh này đã ngừng cung cấp từ 3 năm trước. Cooper cho rằng Amelia vì yêu Edmunds mà làm ảnh hưởng đến suy luận của mình, cuối cùng anh quyết định cả đoàn sẽ đi đến hành tinh Mann. Khi họ hạ cánh xuống Mann, họ tìm được Tiến sĩ Mann trong tình trạng ngủ đông và đánh thức anh dậy. Tiến sĩ Mann mô tả với nhóm rằng hành tinh của mình hoàn toàn bị bao phủ bởi băng tuyết, dưỡng khí trên bề mặt cũng không đủ để duy trì sự sống, tuy nhiên anh đã phát hiện ra bên dưới tồn tại một bề mặt là môi trường lý tưởng để phát triển sự sống. 
Cùng lúc đó thì nhóm nhận được tin nhắn của Murphy từ Trái Đất báo cho Amelia biết cha cô đã mất, đồng thời Murphy cũng đặt câu hỏi liệu Amelia lẫn Cooper có biết trước về phương án A (sau khi đi vào lỗ sâu, Endurance chỉ có thể nhận tín hiệu mà không gửi đi được, vì thế ở Trái Đất không hề biết gì về hành trình của phi hành đoàn). Sự thật là cả Amelia và Cooper đều không hay biết gì về điều này, nhưng Mann biết và xác nhận phương án B mới là mục tiêu thực sự của kế hoạch này. Cooper cho rằng anh đã hoàn thành nhiệm vụ và quyết định bỏ nhóm quay về Trái Đất để gặp gia đình.
Trước khi rời đi anh cùng Mann đi kiểm tra các địa điểm cắm trại cho nhóm ở lại. Mann bất ngờ tháo thiết bị liên lạc và tấn công Cooper, hắn đánh vỡ mặt nạ dưỡng khí của anh. Hắn thú nhận rằng vì muốn được giải cứu nên đã làm giả dữ liệu về hành tinh do mình thám hiểm. Trong khi đó Romilly tử vong do mìn nổ (bẫy của Mann) khi đang cố gắng khôi phục bí mật của Mann. Mann lái một phi thuyền trở lại Endurance để đi đến Edmunds thực hiện Phương án B. Còn Cooper cố gắng lấy lại được bộ đàm và gọi Amelia đến cứu. Amelia lái một phi thuyền khác đến cứu Cooper và cả hai quay trở lại Endurance đúng lúc Mann cố gắng kết nối phi thuyền của mình vào Endurance. Do làm sai kỹ thuật, bộ phận lắp ghép bị mất áp suất, giết chết Mann và phá huỷ một phần Endurance. Cooper sau đó đã nỗ lực đưa được Endurance trở lại hoạt động.
Sau khi biết rằng hành tinh Mann không thể duy trì sự sống, Cooper quyết định sẽ đi đến Edmunds. Với rất ít nhiên liệu còn lại, Cooper đưa ra ý tưởng lợi dụng trọng lực của lỗ đen Gargantua để bay đến Edmunds. Trạm Endurance sẽ sử dụng nhiên liệu của từng phi thuyền để tăng tốc và cắt bỏ phi thuyền đó khi hết nhiên liệu. Lượng dưỡng khí còn lại là không đủ, Cooper quyết định rơi vào lỗ đen hi sinh để Amelia có thể chạy thoát, lúc này trên Trái Đất 51 năm đã trôi qua.
Sau khi cắt bỏ phi thuyền, Cooper và TARS rơi vào hố đen Gargantua, tuy nhiên ở bên kia là một không gian 5 chiều. Thời gian ở đó xuất hiện như là một chiều không gian vật lý cho phép Cooper có thể di chuyển đến các thời điểm khác nhau trong căn phòng của Murphy. Cooper hối hận về việc mình đã ra đi, gửi thông điệp ở lại (STAY) cho con gái của mình. Cooper còn nhận ra rằng không gian này được tạo ra bởi loài người ở tương lai, và họ đã chọn Murphy chứ không phải anh để cứu lấy nhân loại. Con người ở tương lai đã tạo ra không gian này để anh có thể tương tác với Murphy như là một thế lực siêu nhiên, thay đổi tương lai chứ không phải thay đổi quá khứ.
Sử dụng sóng hấp dẫn, Cooper gửi các dữ liệu mà TARS đã thu thập về điểm kỳ dị của lỗ đen đến Murphy trưởng thành thông qua mã Morse, biểu thị bằng sự dịch chuyển các kim trên đồng hồ mà anh đã tặng con gái trước khi lên đường. Murphy đọc được các mã này, hoàn thành được phương trình vật lý của Brand và đưa nhân loại ra khỏi Trái Đất trước khi nó biến thành một hành tinh chết. Sau đó Cooper được tìm thấy gần sao Thổ và tỉnh dậy trên trạm không gian Cooper, trạm được đặt tên theo họ của Murphy.
Cooper gặp lại con gái của mình, khi này đã rất già. Trên giường bệnh, Murphy thuyết phục cha mình đi tìm Amelia. Trong khi đó, Amelia hạ cánh và phát hiện ra Edmunds đã chết. Cô cùng CASE dựng trại và bắt đầu phương án B trên hành tinh Edmunds, một hành tinh lý tưởng cho sự sống. Theo lời con gái, Cooper cùng TARS đã lên phi thuyền đi tìm Amelia, mở ra một thế giới mới cho nhân loại.

## Diễn viên
- Matthew McConaughey thủ vai Joseph Cooper
- Anne Hathaway thủ vai Tiến sĩ Amelia Brand
- Jessica Chastain thủ vai Murphy "Murph" Cooper
  - Mackenzie Foy thủ vai Murph lúc trẻ
  - Ellen Burstyn thủ vai Murph lúc già
- Bill Irwin thủ vai TARS (lồng tiếng và chuyển động), CASE (chuyển động)
- Michael Caine thủ vai Giáo sư John Brand
- John Lithgow thủ vai Donald
- David Gyasi thủ vai Romilly
- Wes Bentley thủ vai Doyle
- Casey Affleck thủ vai Tom Cooper
  - Timothée Chalamet thủ vai Tom lúc trẻ
- Matt Damon thủ vai Mann
- Josh Stewart thủ vai CASE (lồng tiếng)
- Topher Grace thủ vai Getty
- Leah Cairns thủ vai Lois
- David Oyelowo thủ vai Thầy Hiệu trưởng
- Collette Wolfe thủ vai Cô Hanley
- William Devane thủ vai Williams
- Elyes Gabel thủ vai Quản lý

Tháng 4, 2013, Matthew McConaughey và Anne Hathaway được lựa chọn vào 2 vai chính trong bộ phim. Đạo diễn Nolan chia sẻ anh rất vui khi có được McConaughey sau khi xem anh ấy thể hiện trong Mud. Anh gọi nhân vật của McConaughey là "một người đàn ông bình thường" (everyman) 
Các nguồn tin được tiết lộ cho thấy bộ phim sở hữu dàn diễn viên toàn sao. Irrfan Khan tiết lộ anh từ chối một vai diễn vì bận rộn cho việc phát hành 2 bộ phim tại Ấn Độ The Lunchbox và D-Day. Matt Damon cũng đóng một vai nhỏ và phân đoạn của anh được quay tại Iceland.

## Sản xuất
- Christopher Nolan – đạo diễn, nhà sản xuất, đồng viết kịch bản
- Jonathan Nolan – đồng viết kịch bản
- Emma Thomas - nhà sản xuất
- Lynda Obst – nhà sản xuất
- Hoyte van Hoytema – quay phim
- Nathan Crowley – thiết kế sản xuất
- Mary Zophres – thuyết kế trang phục
- Lee Smith – biên tập
- Hans Zimmer – sáng tác nhạc phim
- Paul Franklin – giám sát vi hiệu ứng
- Kip Thorne – cố vấn sản xuất

## Phát triển và tài chính
Trước khi Christopher Nolan trở thành đạo diễn cho Interstellar, bộ phim đã được phát triển từ tháng 6 năm 2006 khi Paramout Pictures và nhà làm phim Steven Spielberg thông báo kế hoạch về một bộ phim khoa học viễn tưởng dựa trên các  nghiên cứu của Kip Thorne, một nhà vật lý lý thuyết. Obst đã tham gia sản xuất bộ phim, khi cô thổ lộ trên Variety "phải mất vài năm để hoàn thiện" trước khi Spielberg đạo diễn, Vào khoảng tháng 3 năm 2007, Jonathan Nolan được thuê để viết kịch bản Interstellar. Cuối năm 2007, Thorne phát biểu trên The Australian rằng bộ phim "dựa trên sự uốn cong không-thời gian". Thorne cũng chia sẻ rằng mọi người muốn anh đóng vai chính mình trong bộ phim.
Bộ phim được phát triển trong vài năm. Tháng 1 năm 2013, Christopher Nolan thương thảo với Paramount Pictures và Warner Bros. về đạo diễn bộ phim. Nolan cũng tham gia viết kịch bản, đưa những ý tưởng của mình hòa trộn với kịch bản trước đây do Jonathan viết. Khoảng tháng 3, Nolan chính thức xác nhận đạo diễn bộ phim, đồng thời thông báo bộ phim được sản xuất dưới tên của Syncopy và Lynda Obst Productions. Mặc dù Paramount Pictures và Warner là đối thủ truyền kiếp, Warner Bros., công ty phát hành chuỗi phim Batman của Nolan và hợp tác cùng Syncopy, đã góp cổ phần đầu tư cho bộ phim này. Trước đây, Warner Bros. đã cho phép Paramount phân chia cổ phần và nhượng quyền kinh doanh trong bộ phim tiếp theo của series kinh dị Friday the 13th, đồng thời cho phép góp vốn trong bộ phim dự kiến chuyển thể từ series South Park. Warner Bros. cũng đồng ý cho Paramount đóng cổ phần "trong những bộ phim đầu bảng". Tháng 8 năm 2013, một nguồn tin thông báo rằng Legendary Pictures sau khi bàn bạc với Warner, chính thức đóng xấp xỉ 25% tài chính để sản xuất bộ phim.  

## Quay phim
Nolan quay Interstellar bằng phim 35mm kết hợp IMAX. Máy quay IMAX được sử dụng trong Interstellar nhiều hơn bất cứ bộ phim nào của Nolan trước đây. Nolan xây dựng trường quay thực tế nhằm hạn chế sử dụng kỹ xảo vi tính, đặc biệt là trong các cảnh không gian. Một vài cảnh phim được thực hiện với máy quay IMAX gắn trên phần mũi (nose cone) của máy bay Learjet. Nolan, người nổi tiếng trong việc giữ bí mật các phim của mình, cũng đang cố gắng để thông tin về Interstellar không bị tiết lộ. 
Bộ phim được lên lịch quay trong vòng 4 tháng, bắt đầu ngày 6 tháng 8 năm 2013 tại Alberta, Canada. Các địa điểm thuộc Alberta được tiến hành quay bao gồm Nanton, Longview, Lethbridge và Okotoks. Tại Okotos, bối cảnh được đặt tại Seaman Stadium và Olde Town Plaza. Tại đây bộ phim quay đến ngày 9 tháng 9, và xấp xỉ 130 người, đa số là người địa phương, được thuê cho việc thực hiện bộ phim. Tại Iceland, bối cảnh cho Batman Begins, bộ phim được quay trong 2 tuần.
Một đoàn làm phim xấp xỉ 350 người, trong đó 130 là người địa phương, tiến hành công việc tại Iceland. Bối cảnh bao gồm hồ băng Svínafellsjökull và thị trấn Klaustur. Sau khi đóng máy tại Iceland, bộ phim chuyển đến Los Angeles và quay trong 54 ngày. 

## Nhạc phim
Nhà soạn nhạc Hans Zimmer, người thực hiện nhạc series Batman của Nolan, tiếp tục biên soạn nhạc cho Interstellar. Zimmer và Nolan tạo ra những âm thanh mới mẻ độc nhất cho sản phẩm mới này.